# Баскакова, Ксения Валерьевна
Ксения Валерьевна Баскакова (род. 27 марта 1988, Москва, РСФСР, СССР) — российская актриса
 театра и кино, кинорежиссёр
, сценаристка и продюсер.

## Биография и карьера
Родилась 27 марта 1988 года в Москве, её мать — Ирина Баскакова (7 июля 1960 года), продюсер . Отец — актёр Валерий Приёмыхов.
Лауреат «Молодёжной премии Санкт-Петербурга в области художественного творчества» (кинотворчества) за 2016 год. Её имя занесено в Почётную книгу Общественного совета города Санкт-Петербурга.
В 2008 году окончила актёрский факультет ГИТИСа (мастерская Сергея Проханова). Дипломные спектакли: «Природный экстрим» по произведению Александра Островского, «Снегурочка» режиссёра Сергея Проханова, «Упырь» по одноимённой пьесе Алексея Толстого (режиссёр — Владимир Лаптев).
Впервые появилась на экранах в фильме Анатолия Иванова «Чёрный принц», но актёрскую известность ей принесла работа в телесериале «Я лечу» канала «СТС».
В 2009 году была принята в Союз Кинематографистов России.
В 2011 году поступила во ВГИК (мастерская Александра Бородянского).
С 2011 по 2014 год сотрудничала с ООН, где выступила режиссёром документальных фильмов. За фильм «ЮНФПА и Российская Федерация: 18 лет сотрудничества» (документальный) получила сертификат признания ООН.
В 2016 году окончила режиссёрский факультет ВГИК (мастерская Юрия Кары).
Первая режиссёрская работа состоялась в короткометражном фильме «Папа прощай» 2014 год.
Дипломная режиссёрская работа «Крольчиха» 2015 год.
В 2016 году Ксения Баскакова закончила работу над своим дебютным фильмом «Птица» (производство киностудии «Ленфильм»).
10 октября 2016 группа «Пикник» представила клип «Мы как трепетные птицы», снятый Ксенией Баскаковой, саундтрек к фильму «Птица».
24 февраля 2018 года состоялась премьера клипа на песню «Поверь» известной фолк-группы «Мельница».
В 2019 году принята в гильдию режиссёров России.
В 2020 году выпустила цикл документальных фильмов "Не только я" совместно с группой по гендерным вопросам при Представительстве ООН в РФ о проблемах насилия в семье.
В 2020 году выпустила как режиссёр клип "Самый лучший город в мире" о самом красивом городе в мире - Москве. Ролик получил приз как лучший проект на фестивале "Родина в сердце" (2020)
В июле 2022 года состоялась премьера клипа на песню "Сердце ястреба" известной фолк-группы "Мельница".
Член Гильдии режиссеров России  с 2019 года.
В 2025 году окончила Римский университет, факультет DAMS режиссура кино, телевидения, медиа.
Написала пьесу для римского театра о жизни великого русского писателя Л.Н.Толстого “Lev Tolstoj ossia La confraternita delle formiche” (Лев Толстой или муравьиное царство).

## Фильмография

### Актёрские работы
| Год       |   | Название                           | Роль                        |
| --------- | - | ---------------------------------- | --------------------------- |
| 2016      | с | Наследники                         | Наташа                      |
| 2015      | ф | Неуловимые                         | блондинка в кафе            |
| 2014      | с | Умельцы                            | Ольга Викторовна            |
| 2013      | с | Цена жизни                         | Валя                        |
| 2012      | ф | Разрешите тебя поцеловать... снова | Ляля Зайцева                |
| 2011      | с | Зверобой 3                         | Лера                        |
| 2010      | с | Путейцы 2                          | Настя Кириллова             |
| 2010      | ф | Богини правосудия                  | Вика                        |
| 2010      | с | Индус                              | Дина Гальперина             |
| 2010      | с | Столица греха                      | Света                       |
| 2010      | с | Крем                               | Вика                        |
| 2009      | ф | Доктор Смерть                      | Марго                       |
| 2009      | с | Сердце капитана Немова             | Люда                        |
| 2009      | ф | Двойная пропажа                    | дочь Полухина               |
| 2008—2011 | с | Универ                             | Настя, бывшая подруга Влада |
| 2008—2010 | с | Ранетки                            | Кристина                    |
| 2008      | с | Я лечу                             | Вика Алькович               |
| 2007      | с | Женские истории                    | Внучка                      |
| 2007      | ф | Месть: Обратная сторона любви      | Анна                        |
| 2005      | с | Рублёвка Live                      | дочь адвоката               |
| 2005      | с | Неотложка 2                        | Софийская принцесса         |
| 2003      | ф | Чёрный принц                       | жена императора             |

### Режиссёрские работы
- 2017 — «Птица»
- 2015- «Крольчиха»
- 2014- «Папа, прощай»

### Сценарные работы
- 2017 — Птица
- 2015 — «Крольчиха»
- 2014 — «Папа, прощай»

## Награды
- Приз жюри Фестиваля независимого кино (Санкт-Петербург, 2015), фильм «Папа, прощай».
- Приз Gold Award на международном фестивале студенческих фильмов IS&NMA 2015 (Индонезия), фильм «Папа, прощай».
- Фестиваль «Киноглаз-2015»: Лучший игровой фильм; Лучшая операторская работа, фильм «Папа, прощай».
- IV Якутский международный кинофестиваль. Диплом режиссёру фильма «Птица» Ксении Баскаковой и киностудии «Ленфильм» за оригинальность творческого решения.
- V Московский фестиваль российского кино «Будем жить» — 2-е место и статуэтка в номинации «Полнометражное игровое кино»[14]. Фильм «Птица».
- V Московский фестиваль российского кино «Будем жить» — Приз за лучшую женскую роль Евдокии Малевской. Фильм «Птица».
- IX Всероссийский фестиваль актёров-режиссёров «Золотой Феникс»: Приз зрительских симпатий «Сапфировый Феникс» — актрисе и режиссёру Ксении Баскаковой за ленту «Птица»[15][16].
- IV индийский кинофестиваль Сине-16 Мумбаи, Индия: Гран-при — лучший художественный фильм[17][18]. Фильм «Птица».
- Кинофестиваль «Амурская осень» — приз за лучшую женскую роль Евдокии Малевской (2016), фильм «Птица».
- XVII Российский фестиваль комедии «Улыбнись, Россия» — Приз президента фестиваля за дебют в комедии режиссёру Ксении Баскаковой (2016), фильм «Птица»[19].
- XVII Российский фестиваль комедии «Улыбнись, Россия» — Диплом актрисе Анастасии Мельниковой за яркое исполнение роли (2016), фильм «Птица».
- I Международный Российско-Французский фестиваль детского кино и телевидения «Лимон Филмз»[20] — 2016, Казань — Приз режиссёру Ксении Баскаковой за лучший полнометражный профессиональный фильм, фильм «Птица»[21].
- I Международный Российско-Французский фестиваль детского кино и телевидения «Лимон Филмз» — 2016, Казань — Приз актёру Ивану Охлобыстину за лучшую мужскую роль, фильм «Птица».
- XV Международный фестиваль дебютных и студенческих фильмов «Начало», Санкт-Петербург — Приз зрительских симпатий фильм «Птица».
- XV Международный фестиваль дебютных и студенческих фильмов «Начало», Санкт-Петербург — Диплом жюри за исполнение главной мужской роли Ивану Охлобыстину, фильм «Птица».
- X фестиваль «Липецкий выбор», Липецк — приз за лучшую женскую роль Евдокии Малевской, фильм «Птица»[22].
- XVIII международный фестиваль «Bare Bones International Film & Music Festival» , США, Оклахома- лучшая детская роль, «Птица»[23].
- Международный фестиваль 7th Dada Saheb Phalke Film Festival-2017, Индия, Дели- приз за лучший монтаж, фильм «Птица»[24].
- Международный фестиваль для детей и подростков «Vittorio Veneto Film Festival», Италия, Тревизо, приз жюри, фильм «Птица»[25].
- Международный фестиваль Mexico International Film Festival and awards, Росарита, Мексика. - Golden Palm Award Winners, Narrative Feature Competition- Bird directed by Kseniya Baskakova (Лауреат премии Золотая пальмовая ветвь, художественный фильм конкурса — «Птица» Режиссёр Ксения Баскакова)[26].
- 8-й международный кинофестиваль Spirit Quest Film Festival, Эдинборо, США — второе место в номинации «Лучший полнометражный художественный фильм», фильм «Птица»[27].
- VII Международный молодёжный кинофестиваль «Свет миру», Ярославская область. — Диплом II степени в номинации «Игровое кино» режиссёру К. Баскаковой, Специальный приз авторскому коллективу фильма «Птица»[28].
- 20-й Шанхайский международный кинофестиваль (SIFF), раздел Панорама, Шанхай, Китай. Фильм «Птица».
- 39 Московский Международный кинофестиваль, Русская программа, 2017 год, Москва. Фильм «Птица».
- V фестивале современного российского кино «Провинциальная Россия», Ейск- специальный приз Администрации Ейского района фильму «Птица».
- 19 Всероссийский Шукшинский кинофестиваль, Алтайский край — Диплом «За дебютный фильм». Фильм «Птица»[29].
- Кинофестиваль «Земля отцов — моя земля», Краснодар — Диплом фестиваля фильму «Птица»[30].
- Международный кинофестиваль GOLDEN DOOR INTERNATIONAL FILM FESTIVAL, Нью-Йорк, США, лучшее визуальное решение, фильм «Птица».
- Кинофестиваль «Святой Владимир», Севастополь- Приз зрительских симпатий, Диплом II степени в номинации игровое кино, Лучшая детская роль. Фильм «Птица»[31].
- VII Фестиваль «Вечера российского кино в Бордо». Диплом «Лучший актерский ансамбль». Фильм «Папа, прощай!».
- Международный фестиваль «GlobalIndependentFilmAwards» 2018, Оберн, Австралия. Награды: Лучший фильм-драма «Птица» режиссёр К. Баскакова; Лучший актёр, исполнитель главной роли И. Охлобыстин; Лучший кинооператор; Лучший художник-постановщик; Лучшая актриса до 18 лет. Фильм «Птица».
- X Международный фестиваль кино и телепрограмм для семейного просмотра «От всей души», Ульяновск. Приз за лучший дебют в кино. Фильм «Птица».
- VII Забайкальский международный кинофестиваль, Чита. Приз зрительских симпатий. Фильм «Птица».
- Fresco international film festival, Ереван, Армения, Лауреат в номинации «Лучшее послание — любовь». Фильм «Птица».